# مورچه‌گیرک بال‌ساده

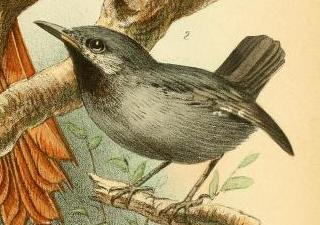
مورچه‌گیرک بال‌ساده

مورچه‌گیرک بال‌ساده (نام علمی: Myrmotherula behni) نام یک گونه از سرده مورچه‌گیرک‌ها است.